# Yazan Abu Arab
Yazan Mousa Mahmoud Abu Al-Arab (arab. يزن أبو عرب; ur. 31 stycznia 1996 w Ar-Rusajfie) – jordański piłkarz grający na pozycji środkowego obrońcy w klubie Muaither SC oraz reprezentacji Jordanii. Srebrny medalista Pucharu Azji 2023.

## Kariera piłkarska
Swoją karierę piłkarską Abu Arab rozpoczął w klubie Al-Jazeera Amman, w którym w 2015 roku zadebiutował w pierwszej lidze jordańskiej. W sezonach 2016/2017 i 2017/2018 wywalczył z nim dwa wicemistrzostwa Jordanii. W 2019 został piłkarzem Al-Wehdat Amman. Potem grał także w Selangor FC oraz Al-Shorta SC. Od 2024 jest zawodnikiem katarskiego Muaither SC.

## Kariera reprezentacyjna
W reprezentacji Jordanii Abu Arab zadebiutował 29 sierpnia 2017 w zremisowanym 0:0 towarzyskim meczu z Bahrajnem. W 2019 roku powołano go do kadry na Puchar Azji. Zagrał także na Pucharze Azji 2023. Tam Jordania wywalczyła II miejsce, a Abu Arab był piłkarzem podstawowego składu i zdobył bramkę w meczu z Irakiem.